# Mönsterigenkänning
Mönsterbaserad igenkänning är en av flera tekniker för informationsutvinning och betecknar sökandet efter mönster i stora datamängder. I detta sammanhang betyder mönster associationsregler. Det ursprungliga syftet för att söka efter associationsregler kom från behovet av att analysera transaktioner hos livsmedelsaffärer, närmare bestämt för att undersöka konsumentbeteende i form av köpta produkter. Exempelvis anger associationsregeln "öl → chips (80%)" att fyra av fem konsumenter som köper öl även köper chips.
Som ett medel för att bekämpa terrorism, anger National Research Council (USA) följande definition "Mönsterbaserad igenkänning söker efter mönster (inklusive avvikande datamönster) som kan associeras med terroristaktiviteter - dessa mönster kan liknas vid små signaler i en ocean av ljud."